# 2007 UEFA 챔피언스리그 결승전
2007 UEFA 챔피언스리그 결승전은 2007년 5월 23일, 그리스 아테네의 스피로스 루이스 올림픽 경기장에서 열린 축구 경기이다. 이 경기는 유럽 최고의 클럽 대항전인 UEFA 챔피언스리그의 2006-07 시즌 결승전이었다. 두 팀은 2년 전인 2005년 결승전에 서로 맞붙었고, 리버풀은 밀란과 3-3으로 비긴 끝에 승부차기에서 3-2로 승리하였다.
두 팀은 다섯 단계를 거쳐 결승전에 도달하였다. 두 팀은 모두 3차 예선전에서 출발하였고, 각 조에서 1위를 차지하며 홈앤어웨이 방식의 토너먼트전에 진출하였으며, 각 홈경기에서 승리를 거두었다. 밀란이 거둔 승리의 방식은 접전 끝의 신승에서 완승까지 다양했다. 밀란은 셀틱과 홈과 원정 경기 두 경기에서 단 한골로 승리하였으나, 맨체스터 유나이티드와의 준결승전에서는 합계 5-3으로 승리하였다. 리버풀은 PSV와의 8강전에서 합계 4-0으로 이기기도 하였으나, 대부분의 경기는 접전이었는데; 디펜딩 챔피언인 바르셀로나를 원정 다득점으로 제쳤으며, 첼시와의 준결승전에서는 승부차기 끝에 결승에 올랐다.
경기 전에 입장권 검사에 문제가 있었는데, 다수의 팬들이 경기장을 공식 입장권 없이 입장하였기 때문이었다. 경기 후, UEFA 대변인은 "리버풀 팬들을 유럽에서 최악의 팬들을 보유하고 있다"고 질책하였으나, 그의 주장은 미셸 플라티니 신임 UEFA 회장에 의해 일축되었다. 74,000명의 관중들의 주목을 받는 가운데, 밀란은 전반전에 안드레아 피를로의 프리킥을 필리포 인차기가 굴절시켜 골망을 가르면서 리드를 잡았다. 밀란은 후반전 인차기의 추가골로 리드를 두골차로 늘렸다. 리버풀은 디르크 카위트가 막판 만회골을 득점하였으나, 경기가 끝날 때까지 밀란을 따라잡지 못하였다. 밀란은 이 경기에서의 2-1 승리로 7번째 빅이어를 수집하였다

## 결승까지의 경기
| 구단         | 전 | 승 | 무 | 패 | 득 | 실 | 차 | 점 |
| ------------ | -- | -- | -- | -- | -- | -- | -- | -- |
| 밀란         | 6  | 3  | 1  | 2  | 8  | 4  | +4 | 10 |
| 릴           | 6  | 2  | 3  | 1  | 8  | 5  | +3 | 9  |
| AEK          | 6  | 2  | 2  | 2  | 6  | 9  | −3 | 8  |
| 안데를레흐트 | 6  | 0  | 4  | 2  | 7  | 11 | −4 | 4  |

| 구단         | 전 | 승 | 무 | 패 | 득 | 실 | 차 | 점 |
| ------------ | -- | -- | -- | -- | -- | -- | -- | -- |
| 리버풀       | 6  | 4  | 1  | 1  | 11 | 5  | +6 | 13 |
| PSV          | 6  | 3  | 1  | 2  | 6  | 6  | 0  | 10 |
| 보르도       | 6  | 2  | 1  | 3  | 6  | 7  | −1 | 7  |
| 갈라타사라이 | 6  | 1  | 1  | 4  | 7  | 12 | −5 | 4  |

### 밀란

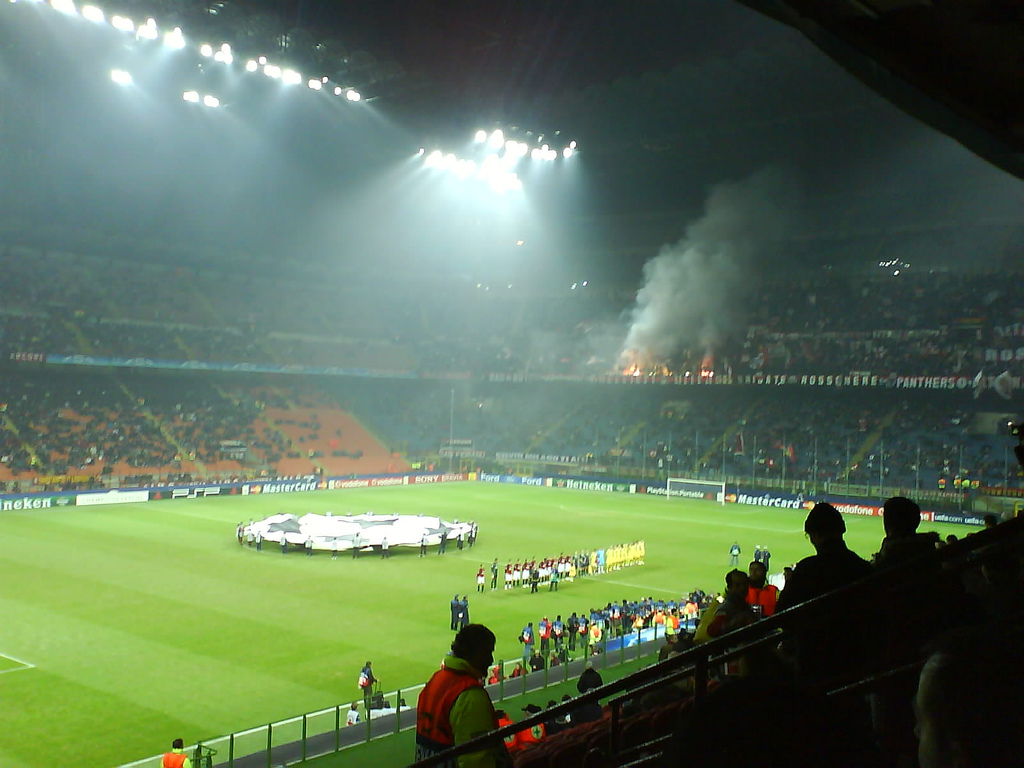
산 시로에서의 밀란과 릴의 경기를 앞둔 선수들

밀란은 세리에 A 2005-06을 3위로 마감하면서 대회에 참가하게 되었다. 밀란은 본래 세리에 A 준우승을 거두었으나, 승부조작 스캔들에 연루되어 승점 30점을 삭감당하였다. 나중에 완화된 기존의 징계에 따르면 밀란은 챔피언스리그에 진출하지 못하게 되었을 것이다. 밀란의 3차 예선전 상대는 세르비아의 츠르베나 즈베즈다였다. 안방에서 1-0, 원정에서 2-1로 두 경기를 모두 이기면서, 밀란은 챔피언스리그 조별 리그에 진출하였다. 밀란은 그리스의 AEK, 벨기에의 안데를레흐트, 그리고 프랑스의 릴과 H조에 편성되었다. 밀란은 3승 1무 2패를 거두며 승점 10점으로 조1위를 차지하며 16강에 진출하였다.
16강에서는 스코틀랜드의 셀틱과 맞붙게 되었다. 셀틱의 안방인 셀틱 파크에서 열린 1차전에서는 득점없이 비겼다. 밀란의 안방인 산 시로에서 열린 홈경기에서는 셀틱이 밀란의 골찬스를 최소화 시키면서 90분 정규 시간이 다 지나도록 득점이 없었다. 그러나, 연장전 시작 3분만에, 밀란의 카카가 셀틱 골키퍼 아르투르 보루츠를 넘어 슛을 감으면서 득점에 성공하였다. 셀틱은 밀란을 꺾기 위한 원정골을 득점하는데 실패하였고, 이탈리아 구단은 합계 1-0 승리로 8강에 진출하였다.
밀란은 8강에서 독일의 바이에른 뮌헨과 상대하게 되었다. 산 시로에서 열린 1차전에서 바이에른이 추가 시간 3분에 동점골을 득점하면서 2-2 무승부로 종료되었다. 바이에른의 안방 푸스발 아레나 뮌헨에서 열린 2차전에서, 밀란은 경기를 편안히 풀어나가며 두 번의 전반전 골로 2-0으로 승리, 합계 4-2로 준결승전에 진출하였다. 밀란은 준결승에서 맨체스터 유나이티드와 격돌하였다. 맨체스터 유나이티드의 안방 올드 트래퍼드에서 열린 1차전에서, 카카는 2골을 득점하며 크리스티아누 호날두의 기습골로 0-1로 끌려가던 팀을 2-1로 뒤집었다. 그러나, 웨인 루니의 후반전 두골로 맨체스터 유나이티드와의 1차전에서 2-3으로 역전패하였다. 산 시로에서 열린 2차전에서 밀란은 3-0 대승을 거두며, 합계 5-3으로 결승에 진출하였다.

### 리버풀
리버풀은 프리미어리그 2005-06을 3위로 마감하면서 대회에 참가하게 되었다. 리그에서 거둔 순위에 따라, 리버풀은 이번 시즌 챔피언스리그를 3차 예선에서 출발하였고, 상대는 이스라엘의 마카비 하이파였다. 리버풀은 안필드 안방에서의 1차전에서 2-1로 이긴 후, 이스라엘에서 열린 원정 2차전 경기에서 1-1로 비겼고, 그에 따라 대회의 조별 리그 진출에 성공하였다. 리버풀은 프랑스의 보르도, 네덜란드의 PSV, 그리고 튀르키예의 갈라타사라이와 C조에 편성되었다. 6경기에서 4승 1무 1패로 승점 13점을 수확한 리버풀은 조 1위로 16강에 진출하였다.

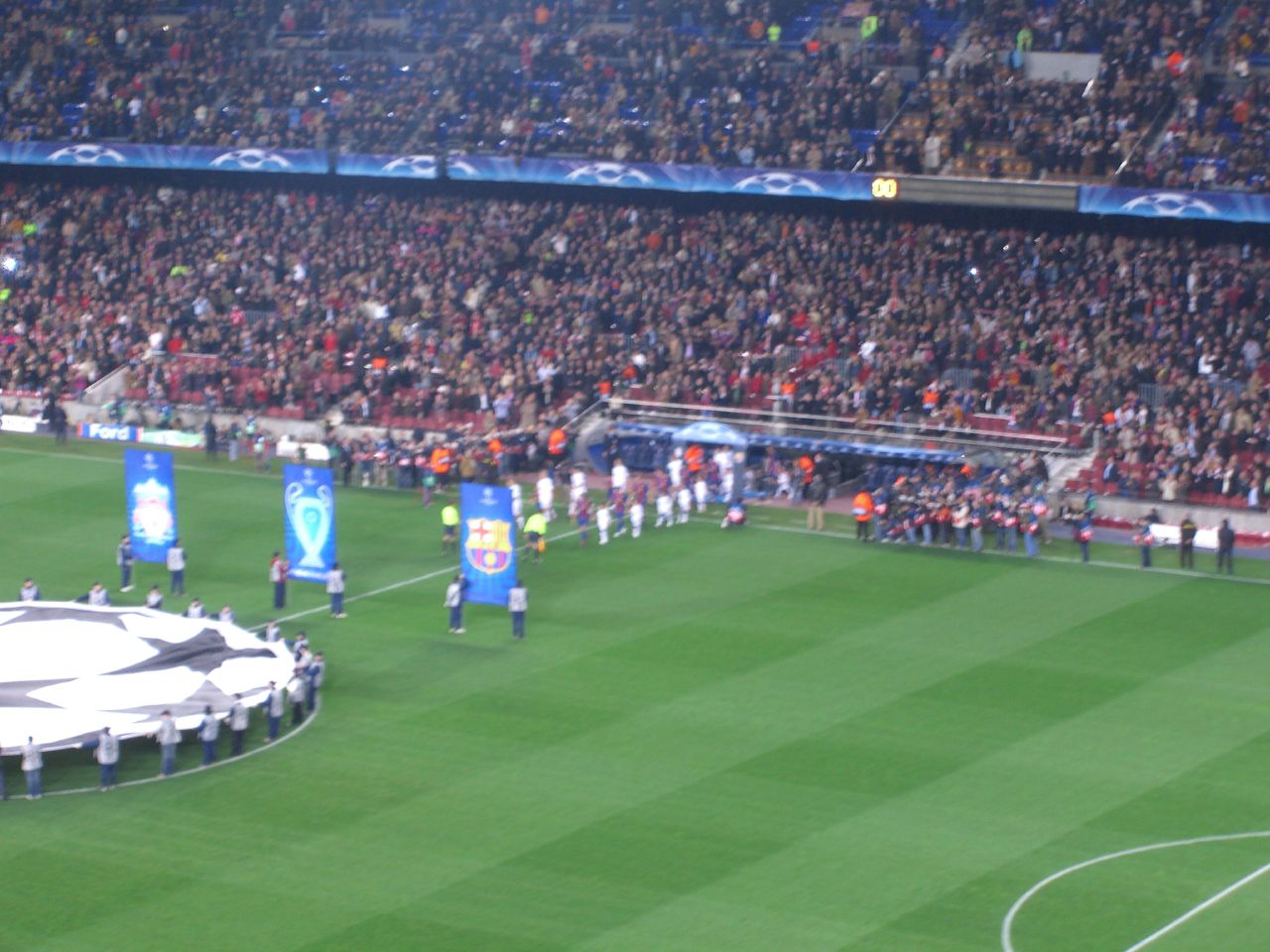
캄 노우의 1차전에서 경기장에 입장하는 리버풀과 바르셀로나 선수들

리버풀은 16강에서 전 시즌 우승 구단인 바르셀로나를 만났다. 바르셀로나와의 1차전을 앞두고 크레이그 벨라미와 욘 아르네 리세가 훈련 중에 다툼을 벌였다. 역설적이게도, 바르셀로나가 데쿠의 선제골 1골에 그친 가운데, 리버풀의 득점을 올려 2-1 역전승에 공을 세운 선수들은 벨라미와 리세였다. 안필드에서의 2차전은 바르셀로나의 1-0 승리로 끝났으나, 리버풀은 원정 다득점 원칙으로 상대팀보다 더 많은 원정골을 득점하면서 8강에 진출하였다.
8강에서는 앞서 조별 리그에서 만났던 PSV과 재회하였다. PSV의 안방인 필립스 스타디온에서 열린 1차전에서 리버풀은 3-0으로 승리하면서 준결승전 진출의 8부 능선을 넘었다. 1-0으로 이긴 안필드에서의 2차전은 리버풀의 일방적인 경기가 아니었으나, 합계 4-0의 승리로 준결승전에 진출하였다. 준결승전 상대로는 같은 잉글랜드 구단인 첼시였다. 첼시의 안방 스탬퍼드 브리지에서 열린 1차전에서, 접전 끝에 조 콜에게 실점하며 0-1로 패하였다. 안필드에서 열린 2차전도 1차전과 유사한 양상으로 진행되었으나, 다닐 아게르의 결승골로 1-0 승리를 거두었다. 정규 시간 90분까지 두 팀은 1-1로 비기면서, 경기는 연장전으로 이어졌고, 승부차기에서 리버풀이 4-1로 이기면서 결승에 진출하였다.

## 경기

### 배경
밀란은 이번이 대회 11번째 결승전이었다. 밀란은 이전에 6번 (1963년, 1969년, 1989년, 1990년, 1994년, 2003년) 우승하였고, 4번 (1958년, 1993년, 1995년, 2005년) 준우승을 거두었었다. 리버풀의 경우 이번이 7번째 결승전이다. 리버풀은 이전에 5번 (1977년, 1978년, 1981년, 1984년, 2005년) 우승을 거두었으며 1985년에는 유벤투스에 패해 준우승을 거두었다. 이번 결승전은 리버풀이 전반의 3골차를 극복하고 정규 시간과 연장전을 3-3으로 마무리한 뒤 승부차기 끝에 3-2로 이긴 2005년 결승전의 리매치였다.
아테네의 스피로스 루이스 올림픽 경기장는 2005년 4월 에스토니아의 탈린에서 열린 UEFA 행정 회의를 통해 2007년의 UEFA 챔피언스리그 결승전 개최지로 선정되었다. 같은 회의에서 2006년 결승전과 2006년, 2007년 UEFA컵 결승전 개최지도 선정되었다. 결승전을 목전에 두고, UEFA 챔피언스리그 우승 트로피는 2006년 우승팀 바르셀로나를 대표로 하여 뤼도비크 지울리에 의해 UEFA로 반납되었다. 미셸 플라티니 UEFA 회장은 이 트로피를 니키타스 카클라마니스 아테네 시장에게 다시 건네었고, 시내에 전시할 수 있도록 하였다. 스피로스 루이스는 이전에도 챔피언스리그 결승전을 개최한 적이 있었다. 가장 최근에 개최한 결승전 경기는 1994년 결승전이었다. 공교롭게도 이 경기에서는 밀란이 바르셀로나를 4-0으로 완파하고 우승하였다. 그 전에 개최한 결승전은 1983년이며, 이 경기에서 함부르크가 유벤투스를 1-0으로 따돌렸다. 그 외에도 1987년에는 UEFA 컵위너스 컵 결승전을 개최하였는데, 여기에서 아약스가 로코모티프 라이프치히를 1-0으로 이겼다.
UEFA, FIFA, IOC가 주관하는 모든 주요 대회에 공인구를 제공하는 아디다스는 2007년 3월 9일에 2007년의 UEFA 챔피언스리그 결승전에 사용할 공인구를 아디다스 피날레 아네네라는 이름으로 공개하였다. 아디다스 피날레 아테네의 디자인은 UEFA 챔피언스리그의 상징인 스타볼이 새겨져 있으며, 그리스의 국기 색상과 똑같은 청색과 백색으로 되어 있었다. 결승전은 이 결승전에서 시즌 득점 상위권에 오른 두 선수가 맞붙었다. 밀란의 카카는 10골로 득점왕에 올랐고, 리버풀의 피터 크라우치는 경기에 임하기 전 6골로 공동 3위에 랭크되어 있었다.
밀란은 이 경기에서 "안방측"으로 간주되었으나, 이전에 획득한 6개의 빅이어 중 5개를 획득할 당시 착용하여 "행운의 유니폼" (이탈리아어: maglia fortunata) 로 간주되는 상,하의,양말이 모두 백색인 유니폼을 착용하기로 결정하였다. 그러나, 밀란은 이 백색의 유니폼을 입고도 최근 리버풀과의 2005년 결승전을 포함하여 두 번의 결승전에서 패하였다. 이러한 밀란의 결정에 따라, 리버풀은 전통적인 적색 상의, 적색 하의, 그리고 적색 양말로 구성된 전통적인 안방 유니폼을 착용할 수 있었다. 리버풀은 빅이어를 수집하였던 5번의 결승전 모두 적색 유니폼을 착용하였었고, 이 중 두번의 결승전 상대는 백색의 유니폼을 입은 이탈리아 구단들이었다.
밀란은 38세 331일로 결승전에 참가한 최고령 선수인 파올로 말디니를 포함하여 평균 31세 34일이라는 챔피언스리그 결승전 역대 최고령의 선발진을 배치하였다. 카를로 안첼로티 밀란 감독은 2005년 결승전 당시 결장한 필리포 인차기를 알베르토 질라르디노를 대신하여 선발로 보냈다. 라파엘 베니테스 리버풀 감독은 저메인 페넌트와 바우더베인 젠던을 양쪽 윙에 배치하고, 스티븐 제라드를 창끝 공격수인 디르크 카위트 후방에 배치해 5명을 중원에 포진시켰다. 리버풀은 2005년 결승전에 선발로 나온 선수들 중 5명을 주전으로 내세웠다: 샤비 알론소, 제이미 캐러거, 스티브 피넌, 스티븐 제라드, 그리고 욘 아르네 리세.

### 경기 전 문제
63,800장의 입장권 중 9,000장만이 판매되었고; 남은 입장권은 두 팀이 17,000장씩 나누어 가졌고; UEFA 관계자 가족들과 스폰서가 20,800장을 가져갔다. 이로 인해, 경기 전에 몇 가지 문제가 발생하였다. 몇몇의 팬들은 경기장에 들어가기 위해 줄을 서서 대기하던 도중, 그리스 경찰이 경기장이 만원이라는 것을 알렸고, 공식 입장권을 가진 몇 명의 팬들의 입장을 거부하였다. UEFA의 정보에 따르면 5,000명에 육박하는 팬들이 표가 없거나 위조 입장권을 소유하고 74,000석의 스피로스 루이스 올림픽 경기장에 입장하였다고 언급하였다. 같은 시기에, 1000여명의 공식 입장권을 소유한 팬들의 입장이 더 많은 입장을 허용 시 참사가 발생할 수 있다고 판단한 경찰의 출입문 폐쇄로 거부당하였다. 그 결과 정황은 혼란으로 치닫게 되었고, 몇 리버풀 팬들은 그리스 경찰들이 설치한 경비 초소를 넘어가려 시도했다. 그리스의 군중통제 경찰들은 최루탄과 곤봉을 사용하여 군중을 해산시켰다. 윌리엄 가이야르 UEFA 대변인은 "밀란 팬들은 똑같은 태도를 보이지 않았기 때문에 같은 문제를 야기하지 않았다."며 문제를 일으킨 리버풀 팬들을 비난하였다.
UEFA는 결승전 이후에 발표한 공문을 통해 리버풀 팬들을 "유럽 최악의 팬들"로 낙인찍었고, 가이야르는: "어떤 팬들이 동료 서포터들과 아이들의 손에서 표를 훔치겠는가?" 라고 발언하였다. 그러나, 미셸 플라티니 UEFA 회장은 리버풀이 유럽에서 가장 성질 나쁜 팬이라는 점을 부인하였다. UEFA는 허술한 티켓 검사 과정과 다수의 팬들을 대하는 부적절한 방법을 도입한 것에 대해 비난의 대상이 되었다. 영국의 대희랍 외교관 사이먼 가스는, "위조 입장권이 합법적으로 인정된 것에 대해 문제의 요소가 분명히 있었다 - 이것은 UEFA가 찾아내야 할 일이다."라는 의견을 표하였다. 한편 톰 힉스 리버풀 공동 구단주는 리버풀이 약 40,000명 정도의 팬들이 방문할 것으로 예상되는데, UEFA가 각 팀에게 17,000장의 입장권을 배정한 것은 "제정신이 아니다"라고 의견을 제시하였고, 리버풀 팬들을 비판한 가이야르가 자신의 책임을 떠넘기려 한다고 불만을 표출하였다. UEFA는 밀란과 리버풀 팬들에 의해 각 팀에게 16장의 장애인 입장권을 배분한 것을 포함하여, 몸이 불편한 팬들에 대해 부족한 지원에 대해서도 비난받았다.

### 전반전
동전 던지기로 킥오프 권한을 가진 리버풀의 선축으로 경기가 시작되었다. 리버풀은 4-2-3-1 포메이션을 사용하였고, 선제 공격을 가하였으나, 저메인 페넌트는 스티븐 제라드의 필드 횡단 패스를 받아내지 못하였다. 밀란은 이에 대해 리버풀 문전 하단을 두번 노렸으나, 모두 제이미 캐러거가 걷어내었다. 두번째 걷어내기를 통해 밀란은 코너킥을 얻었으나, 이것으로 득점하지 못하였다. 리버풀은 9분에 첫 골찬스를 잡았다. 밀란 수비수 마레크 얀쿨로프스키가 미끄러지면서 페넌트는 공간 안으로 침투할 수 있었고, 디르크 카위트에게 패스한 뒤 되받았으나, 그의 슈팅은 밀란의 수문장인 지다가 선방하였다. 몇분 후, 제라드는 페넌트의 패스로 헤딩을 시도하였으나, 공은 제라드의 머리를 스치기만했다. 밀란은 그로부터 몇분 후 첫 슈팅을 기록하였다. 카카는 페널티 에어리어 바깥에서 공을 받아 오른쪽으로 이동하여 슛을 하였으나, 페페 레이나 리버풀 골키퍼에 의해 막혔다. 리버풀은 압박을 계속하며 마시모 오도 밀란 수비수가 페넌트의 크로스를 오판하게 만들었고, 제라드는 공을 잡고 슛을 날렸으나 골대 밖으로 나갔다.
27분, 리버풀은 또다시 기회를 잡았다. 밀란은 정신없는 수비로 리버풀 공격진들의 득점 기회를 무산시켰으며, 공은 샤비 알론소에게 갔고, 그는 슛을 날렸으나 밀란의 골대를 크게 빗겨 나갔다. 얀쿨로프스키의 실수는 제라드가 페널티 에어리아의 카위트에게 패스를 하도록 허용하였으나, 알레산드로 네스타 밀란 수비수는 카위트의 슛을 막아냈다. 밀란 미드필더 젠나로 가투소는 40분에 알론소에게 파울을 범하며 경기 첫 옐로카드를 받았다. 몇분 후, 카카가 알론소의 반칙으로 리버풀 페널티 에어리어 밖에서 프리킥 기회를 얻었다. 프리킥은 안드레아 피를로가 찼고, 공은 필리포 인차기 밀란 스트라이커의 어깨에 굴절되어 리버풀 골대 안으로 들어갔다. 굴절은 공이 원래 궤적을 예상하고 반대쪽으로 몸을 날린 페페 레이나 리버풀 골키퍼를 지나칠 수 있도록 하였다. 리플레이에서는 공이 인차기의 팔 상단부에 접촉한 것으로 보여졌으나, 핸드볼을 선언할 수도 있었던 주심은 판정을 번복하지 않았다. 인차기는 나중에 굴절은 의도된 것이었으나, 팔로 쳐낼 의도는 없었다고 회고하였다. 이후 별 일 없이 밀란이 1-0 리드를 잡은 채 전반전이 종료되었다.

### 후반전
후반전은 밀란의 선축으로 시작되었다. 후반 시작 2분만에, 리버풀은 처음으로 공격을 가하였으나, 네스타는 제라드가 카위트에게 패스를 하기 전에 태클로 끊어냈다. 얀쿨로프스키는 54분에 페넌트를 쓰러뜨리고 옐로카드를 받았다. 그 직후, 밀란은 공세에 나섰다. 필로는 클라렌서 세이도르프의 헤딩패스를 받았고, 필로는 카카에게 높이 패스하였으나, 카카는 패스 당시 수비 뒤에 있었음에도 불구하고도 부심에 의해 오프사이드로 판정되었다. 밀란은 오프사이드 직후 또다시 한번 더 공격하였으나, 이번에는 인차기가 슛을 날리기 전에 다닐 아게르 리버풀 수비수에 의해 넘어졌다. 리버풀은 59분에 하비에르 마스체라노가 필로를 쓰러뜨리면서 첫 옐로카드를 받았다. 옐로카드를 받은 후, 리버풀은 바우더베인 젠던을 해리 큐얼과 교체하기로 결정하였다. 리버풀은 몇분 후 거의 골로 이을 수 있는 기회를 잡았다. 제라드는 가투소의 실수를 활용하여 지다와 1대1 상황을 만들어냈으나, 그의 슛팅은 밀란 수비수를 넘길 정도로 충분하지 못하였다.
리버풀은 계속해서 압박하였으며, 밀란 페널티 에어리아 앞에 선수들이 전원이 나가면서 밀란은 공을 점유하는데 어려움을 겪었다. 동점골을 넣기 위한 시도로, 라파엘 베니테스 리버풀 감독은 마스체라노를 빼고 피터 크라우치를 투입하였다. 밀란은 몇분 후 공격 기회를 잡았으나, 인차기는 공을 제어하지 못하였다. 인차기는 몇분 후에 밀란의 추가골을 득점하며 스코어보드를 수정하였다. 마스체라노가 나가면서, 카카는 인차기에 패스할 공간을 확보하였고, 인차기는 리버풀 골키퍼 레이나 옆으로 공을 가져가 골네트 옆으로 굴려 밀란의 리드를 2-0으로 늘렸다. 리버풀은 88분에 아게르가 궤적을 바꾼 페넌트의 코너킥을 카위트가 마무리하면서 한골을 만회하였다. 그러나, 리버풀은 2번째 득점에 실패하였고, 정규 시간이 모두 지나가자 주심은 경기 종료를 알리는 휘슬을 불었고, 밀란의 2-1의 승리로 종료되었다.

### 상세 정보
| 밀란           | 2 – 1           | 리버풀     |
| -------------- | --------------- | ---------- |
| 인차기 45′ 82′ | 리포트 매치센터 | 카위트 89′ |

| 밀란 | 리버풀 |

| GK              | 1  | 지다                |     |       |
| RB              | 44 | 마시모 오도         |     |       |
| CB              | 13 | 알레산드로 네스타   |     |       |
| CB              | 3  | 파올로 말디니 (C)   |     |       |
| LB              | 18 | 마레크 얀쿨로프스키 | 54′ | 80′   |
| RM              | 8  | 젠나로 가투소       | 40′ |       |
| CM              | 21 | 안드레아 피를로     |     |       |
| CM              | 23 | 마시모 암브로시니   |     |       |
| LM              | 10 | 클라렌서 세이도르프 |     | 90+2′ |
| SS              | 22 | 카카                |     |       |
| CF              | 9  | 필리포 인차기       |     | 88′   |
| 교체 명단:      |    |                     |     |       |
| GK              | 16 | 젤코 칼라치         |     |       |
| DF              | 2  | 카푸                |     |       |
| DF              | 4  | 카하 칼라제         |     | 80′   |
| DF              | 19 | 주세페 파발리       |     | 90+2′ |
| MF              | 27 | 세르지뉴            |     |       |
| MF              | 32 | 크리스티안 브로키   |     |       |
| FW              | 11 | 알베르토 질라르디노 |     | 88′   |
| 감독:           |    |                     |     |       |
| 카를로 안첼로티 |    |                     |     |       |

| GK              | 25 | 페페 레이나         |     |     |
| RB              | 3  | 스티브 피넌         |     | 88′ |
| CB              | 23 | 제이미 캐러거       | 60′ |     |
| CB              | 5  | 다닐 아게르         |     |     |
| LB              | 6  | 욘 아르네 리세      |     |     |
| DM              | 14 | 샤비 알론소         |     |     |
| DM              | 20 | 하비에르 마스체라노 | 58′ | 78′ |
| RM              | 16 | 저메인 페넌트       |     |     |
| LM              | 32 | 바우더베인 젠던     |     | 59′ |
| AM              | 8  | 스티븐 제라드 (C)   |     |     |
| CF              | 18 | 디르크 카위트       |     |     |
| 교체 명단:      |    |                     |     |     |
| GK              | 1  | 예지 두데크         |     |     |
| DF              | 2  | 알바로 아르벨로아   |     | 88′ |
| DF              | 4  | 사미 휘피애         |     |     |
| MF              | 7  | 해리 큐얼           |     | 59′ |
| MF              | 11 | 마르크 곤살레스     |     |     |
| FW              | 15 | 피터 크라우치       |     | 78′ |
| FW              | 17 | 크레이그 벨라미     |     |     |
| 감독:           |    |                     |     |     |
| 라파엘 베니테스 |    |                     |     |     |

| 맨 오브 더 매치: 필리포 인차기 (밀란) 부심: 카어스텐 카다흐 (독일) 폴커 베첼 (독일) 제4심판: 플로리안 마여 (독일) |

### 통계
| 통계       | 밀란 | 리버풀 |
| ---------- | ---- | ------ |
| 득점       | 1    | 0      |
| 슈팅       | 2    | 5      |
| 유효 슈팅  | 2    | 1      |
| 점유율     | 58%  | 42%    |
| 코너킥     | 1    | 1      |
| 반칙       | 7    | 16     |
| 오프사이드 | 1    | 2      |
| 경고       | 1    | 0      |
| 퇴장       | 0    | 0      |

| 통계       | 밀란 | 리버풀 |
| ---------- | ---- | ------ |
| 득점       | 1    | 1      |
| 슈팅       | 3    | 7      |
| 유효 슈팅  | 1    | 3      |
| 점유율     | 47%  | 53%    |
| 코너킥     | 3    | 5      |
| 반칙       | 8    | 11     |
| 오프사이드 | 2    | 1      |
| 경고       | 1    | 2      |
| 퇴장       | 0    | 0      |

| 통계       | 밀란 | 리버풀 |
| ---------- | ---- | ------ |
| 득점       | 2    | 1      |
| 슈팅       | 5    | 12     |
| 유효 슈팅  | 3    | 4      |
| 점유율     | 53%  | 47%    |
| 코너킥     | 4    | 6      |
| 반칙       | 15   | 27     |
| 오프사이드 | 3    | 3      |
| 경고       | 2    | 2      |
| 퇴장       | 0    | 0      |

## 경기 후

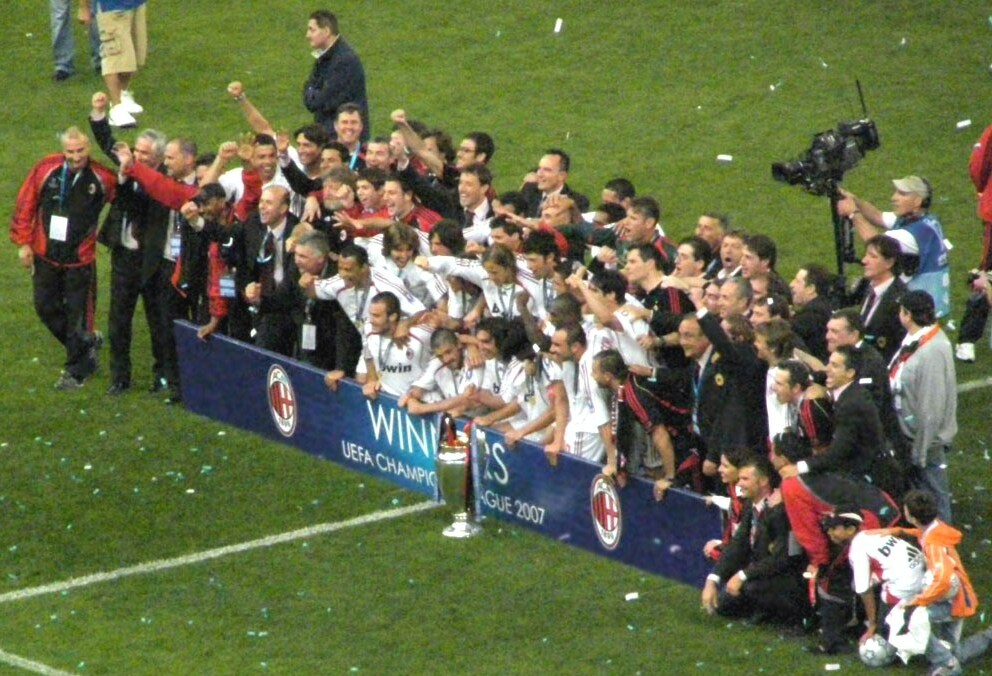
빅이어 획득을 자축하는 밀란 선수들.

트로피는 VIP 박스에서 미셸 플라티니 UEFA 회장이 밀란 주장 파올로 말디니에게 수여하면서, 과거의 전통에 따라 팬들이 지켜보는 가운데 우승팀 주장이 트로피를 수여받았다. 근래에 들어 관례적으로 트로피 수여식을 시행하기 위해 필드 한가운데에 시상대를 급히 만들어 냈다. 이번 트로피 수여식에서 UEFA 회장은 우승팀 주장을 실제로 전에 상대해 본 경험이 있는데, 이 경우는 대회 역사상 처음이다; 미셸 플라티니가 유벤투스에서 마지막 시즌을 보낼 당시 십대였던 파올로 말디니는 밀란에서 프로 데뷔를 하였다.
카를로 안첼로티 밀란 감독은 그의 팀이 거둔 성공에 기뻐하였다. 안첼로티의 감독직은 12월에 부진한 성적으로 위협받고 있었고, 그에 따라 이번 우승은 안첼로티에게 그 이상의 의미가 있었다: "내가 12월을 되돌아볼 때, 우리는 많은 역경을 넘어왔고, 이는 이번 우승을 특별하게 만든다."라고 인터뷰하였다. 클라렌서 세이도르프 밀란 미드필더는 이번에 자신의 4번째 챔피언스리그 우승을 거두었는데, 이를 밀란의 우승과 팀의 성과만큼 기뻐하였다: 그는 "저는 이 팀의 일원인 것이 자랑스럽습니다. 우리는 어려운 한 해를 보냈고, 1년동안 열심히 노력하였습니다."라고 의견을 표하였다.
2005년 결승전에 출전했던 몇 명의 밀란 선수들은 2년 전의 패배 이후 이날 승리를 거둔 것에 대해 즐거워 하였다. 카카는 승리가 결과만큼이나 짜릿하였다고 표의하였다: "그때에는 6분 안에 우리는 쏟아 부운 만큼 좋은 기량을 뽐내지 못한 것이 이상하였습니다." 라고 그는 인터뷰하였다. 젠나로 가투소 밀란 미드필더는 그의 팀동료들이 느낀 감정을 상기시켰다: "2년 전의 패배는 우리에게 영원히 남을 여운 같았는데, 이제는 아닙니다. 이제 우리가 우승을 만끽할 때입니다." 라고 말하였다. 2005년 결승전에 결장하였던 스트라이커 필리포 인차기는 밀란에게 우승을 안긴 2골을 득점한 것에 대해 기쁨을 표출하였다: "저는 유럽대항전에서 몇 차례 득점하였지만, 챔피언스리그 결승전에서 득점한 것은 무언가가 특별합니다." 라고 인터뷰하였다. 밀란의 회장 겸 구단주인 실비오 베를루스코니는 이 우승에 대해 똑같이 기뻐하였고, "이스탄불에서 짧았던 행운은 오늘 밤 우리와 함께했었다." 고 덧붙였다.
라파엘 베니테스 리버풀 감독은 2005년에 밀란을 승부차기에서 꺾고 거둔 성과를 재현하지 못한 것에 대해 실망하였다. 이에 불구하고 그는 선수들의 노력에 자랑스러워 하였다: 그는 "엄청난 노력을 들였으며 더 좋은 것을 획득했어야 합당했을 팬들, 스태프 멤버들, 그리고 선수들에게 감사를 드립니다."라는 감사 메시지를 보냈다. 베니테스는 팀에는 부족했던 밀란 선수들의 역량을 짚으며 경기 후 벌써 선수 영입에 대해 생각하고 있었다: "여러분은 저 선수들이 가지고 있는 클래스를 확인할 수 있었을 것이고, 우리는 어떻게 팀을 강화시킬 수 있을 지 생각해 보아야 합니다."
스티븐 제라드 리버풀 주장은 리버풀이 이 경기에서의 패배에도 불구하고 다음 시즌에는 더 강력해져서 돌아올 것이라고 단호히 주장하였다: "우리는 마음을 추스려서, 여름 동안 휴식을 잘 취하고, 다음 시즌에 재도전 해야 합니다."라고 의사를 표명하였다. 제라드는 비록 전반전에 리버풀이 지배하였으나, 후반전을 팀이 원하는 방향으로 제어하지 못하였다고 생각하였다. 제라드는 클럽에 새로 합류할 선수들을 고려해서 감독의 생각을 상기시켰다: "우리는 강화할 필요가 있고, 클럽의 질을 높일 필요가 있습니다. 감독과 클럽의 보드진들은 이미 그것을 알고 있으며, 흥미진진한 여름이 될 것입니다." 라고 그는 덧붙였다.
챔피언스리그에서의 우승으로 밀란은 UEFA컵 우승팀 세비야와 2007년 UEFA 슈퍼컵을 치를 자격을 얻었다. 이 경기에 앞서 안토니오 푸에르타 세비야 선수가 사망하는 사태가 발생하였고, 슈퍼컵이 진행되지 않을 것이라는 가능성도 있었다. 그러나 경기는 취소되지 않았고, 밀란은 세비야를 3-1로 이기면서 5번째 슈퍼컵을 차지하였다. 밀란은 FIFA 클럽 월드컵 2007에 참가할 자격도 얻었다. 밀란은 대회 준결승전부터 참가하였으며, 일본의 우라와 레드 다이아몬드를 1-0으로 제압하며 결승전에서 아르헨티나의 보카 주니어스를 상대하였다. 밀란은 경기에서 4-2 승리를 거두며 첫 FIFA 클럽 월드컵 우승을 거두었다.

## 같이 보기
- 2005 UEFA 챔피언스리그 결승전